# Kitahiroshima (Hiroshima)
Kitahiroshima (北広島町?) è una cittadina giapponese della prefettura di Hiroshima.